# Nagrada „Beli anđeo“
Nagrada „Beli anđeo“ je nagrada koju Ministarstvo trgovine, turizma i telekomunikacija Republike Srbije dodeljuje za najbolje rezultate u razvijanju turizma. Nagrada se dodeljuje u 11 kategorija, od 2006. godine. Svečana manifestacije dodele nagrada organizuje se 27.septembra svake godine na svetski Dan turizma.

## Kategorije
1. Najbolji rezutati u Izvozu
2. Najbolji rezutati u Inovacijama
3. Najbolji rezutati u Finansijskom poslovanju
4. Najbolji rezutati u Osvajanju novih tržišta
5. Najbolji rezutati u Preduzetničkimin icijativama
6. Najbolji rezutati u Dostignuća u tržišnim komunikacijama
7. Najbolji rezutati u Obrazovanju
8. Najbolji rezutati u Savremenim tehnologijama
9. Najbolji rezutati u Zaštiti životne sredine
10. Najbolji rezutati u Održivom razvoju
11. Najuspešnija turistička destinacija

Takođe se dodeljuje nagrada za pojedince za izuzetan doprinos  razvoju turizma u Srbiji.